# Leo J. Wollemborg
Leo J. Wollemborg, pseudonimo di Leone Wollemborg (Loreggia, 30 agosto 1912 – New York, 8 agosto 2000), è stato un giornalista e scrittore italiano naturalizzato statunitense, di origine ebraica, superstite dell'Olocausto come rifugiato negli Stati Uniti.

## Biografia
Nacque a Loreggia un comune a nord della provincia di Padova dove la famiglia, di stirpe ebraica, possedeva una villa e terreni. Il padre era Leone Wollemborg, noto uomo politico che fu, tra l'altro, Ministro delle finanze del governo Zanardelli, mentre la madre, Alina Regina Fano, era sorella del matematico Gino Fano.
Inizia i suoi studi universitari a Padova e debutta come scrittore nel 1932 con il romanzo Elena, ma decide di lasciare l'Italia nel 1939 a causa delle leggi razziali fasciste.
Riparato negli Stati Uniti, il 20 maggio del 1943 si arruola nell'esercito statunitense, rimanendovi in servizio fino al 1946. Il 2 dicembre del 1943 acquista la cittadinanza americana.
Al termine del conflitto torna in Italia, dove inizia un'intensa attività di corrispondente da Roma per diverse autorevoli testate giornalistiche statunitensi quali il Washington Post, e dagli anni '60 fino agli anni '80 si afferma come esperto commentatore di politica estera con particolare riguardo alle relazioni tra Italia e Stati Uniti, scrivendo numerosi articoli per quotidiani e settimanali italiani.
Oltre alle sue corrispondenze, Wollemborg firmerà alcuni libri di politica estera, ristampati più volte. Diviene anche un personaggio noto al pubblico televisivo, venendo spesso invitato dalla RAI a programmi e dibattiti che trattano della politica estera americana, e divenendo popolare per la sua arguzia nonché per la competenza e la lucidità delle sue analisi. Il compito di spiegare l'evoluzione della politica italiana del dopoguerra agli americani e la politica estera americana agli italiani sarà per Leo J. Wollemborg una specie di missione che durerà per quasi tutta la sua vita.
Citò in giudizio la Repubblica Italiana presso la commissione di conciliazione italo-statunitense in merito alla applicazione della imposta progressiva sul reddito per le proprietà sequestrategli in seguito alle leggi razziali. Vedasi: Wollemborg Case—Decision No. 146
Durante la sua carriera Wollemborg apparve anche sul grande schermo interpretando se stesso in alcune scene dell'episodio "Guglielmo il dentone" nel film I complessi.
La Columbia University di New York ha intitolato alla sua memoria una "Fellowship", denominata Wollemborg Family Fellowship Fund, istituita con una sua donazione, che viene elargita ogni anno ad uno studente della scuola di specializzazione post laurea della stessa Università.

## Opere (parte)
- Elena, Formiggini, 1932
- Italia al rallentatore, Il Mulino, 1966
- Stelle, strisce e tricolore - trent'anni di vicende politiche fra Roma e Washington, Mondadori, 1983